# بلومبرگ
شهر بلومبرگ در ایالت بادن-وورتمبرگ در کشور آلمان واقع شده است.